# 馬忱
馬忱（15世紀—15世紀），山西平陽府解州夏縣人，明朝政治人物。

## 生平
馬忱是天順六年（1462年）的舉人，七年（1463年）會試中副榜，授富平訓導，改任清澗、東平訓導，陞武定判官，勇於為義，資助無法婚葬的親屬，嘗題參出試心石詩表達志向，後來以兒子馬騤顯貴封為工科給事中。

## 引用
1. 1 2  乾隆《解州夏縣志·卷九·人物》：馬忱，天順時舉人，會試中乙榜，任富平、清澗、東平三學訓導，轉武定州判官，勇於為義，凡親屬不能婚葬者出貲助之，嘗題參出試心石詩以見志，以子騤貴，封工科給事中。
2. ↑  乾隆《解州夏縣志·卷六·選舉》：舉人……明……天順六年壬午科 馬忱 武定州判官，詳人物